# الحولاء بنت تويت
هي الحولاء بنت تُوَيْت -بمثناتين مصغرًا- بن حبيب بن أسد بن عبد العزى بن قصي القرشية الأسدية. الصحابية القانتة المهاجرة، المتهجدة الثابتة، أسلمت وبايعت رسول الله بعد الهجرة وكان لها بعض المواقف الشهيرة مع النبي محمد.

## بعض مواقف الحولاء مع الرسول
يقول عروة بن الزبير، أن عائشة زوج النبي أخبرته أن الحولاء بنت تويت مرت بها، وعندها رسول الله فقالت: هذه الحولاء بنت تويت، وزعموا أنها لا تنام الليل! فقال رسول الله: «خذوا من العمل ما تطيقون، فوالله لا يسأم الله حتى تسأموا».
ويروي ابن أبي مليكة عن عائشة قالت: استأذنت الحولاء على رسول الله فأذن لها وأقبل عليها وقال: «كيف أنت؟», فقلت: يا رسول الله أتقبل على هذه هذا الإقبال، فقال: «إنها كانت تأتينا في زمن خديجة، وإن حسن العهد من الإيمان».

## من ملامح شخصية الحولاء

### اجتهادها في العبادة
يقول ابن عبد البر: كانت الحولاء من المجتهدات في العبادة وفيها جاء الحديث: أنها كانت لا تنام الليل. فقال رسول الله: «إن الله لا يمل حتى تملوا، اكلفوا من العمل ما لكم به طاقة».